# Drenti vizsla
A drenti vizsla egy Hollandiából származó vadászkutya, marmagassága 55–63 cm, súlya 25–35 kg.

## Leírása
A XVI. századi spanyol spánieleket is az ősei között tartja számon. A fajtát később Angol pointerek és az angol szetterek keresztezése révén szilárdították meg. 1943-ban alakult meg a Drentse Patrijshond Klub, amely azóta is a drenti vizsla további fejlődésén fáradozik.
A drenti vizsla értelmes, munkaszerető, éber és kíváncsi. Általában kiegyensúlyozott természetű, készséges és engedelmes. Ha valami nincs rendben, azt ugatással jelzi, de egyébként nagyon szelíd és kedves mind a családjával, mind a háziállatokkal szemben. Nemigen alkalmas arra, hogy hosszabb ideig szabadtéri kifutóban tartsák, jellemének fejlődése szempontjából is sokkal jobb, ha lakásban él. A legtöbb egyed szeret úszni, bár sokukat előbb meg kell tanítani rá.
A fajta átlagos képviselője rendkívül jól kijön a gyerekekkel, s megfelelő szocializáció után a fajtársaihoz és az egyéb háziállatokhoz is erősen kötődhet. Noha éber, az idegenekkel szemben nem viselkedik barátságtalanul.